# Stazione di Domegliara-Sant’Ambrogio
Stazione di Domegliara-Sant'Ambrogio vasútállomás Olaszországban, Veneto régióban, Sant'Ambrogio di Valpolicella településen.

## Vasútvonalak
Az állomást az alábbi vasútvonalak érintik:
- Brenner-vasútvonal

## Kapcsolódó állomások
A vasútállomáshoz az alábbi állomások vannak a legközelebb: 
- Stazione di Dolcè (észak)
- Stazione di Verona Parona (dél)
- Stazione di Peri
- Pescantina railway station